# Tiliaceae
Famille
Classification APG II (2003)
Classification APG III (2009)
Les Tiliacées sont une famille de plantes dicotylédones comprenant 450 espèces réparties en plus de 50 genres.
Ce sont des arbres, des arbustes et de rares plantes herbacées, des régions tempérées à tropicales. C'est une famille cosmopolite.
On peut citer les genres :
- Tilia avec le tilleul, un arbre qui fournit du bois d'œuvre et qui est aussi très utilisé dans les parcs et plantations urbaines.
- Corchorus avec le jute (Corchorus olitorius) des zones tropicales.

## Étymologie
Le nom vient du genre Tilia, qui, selon Théis, serait : 

« un nom tout à fait obscur et auquel il vaut mieux laisser son obscurité que de lui attribuer des étymologies dont la multitude prouve assez la faiblesse.
En anglais, allemand, suédois etc. linden de l'anglosaxon lind. On assure que Linné tire son nom d'un gros tilleul, linden, placé devant la porte de ses pères. Cet usage de donner de tels surnoms, est dit-on, ordinaire en Suède. »

## Classification
La classification phylogénétique regroupe les Bombacacées, les Tiliacées et les Sterculiacées au sein de la famille des Malvacées, tandis que les genres Dicraspidia, Muntingia et Neotessmannia forment maintenant la famille des Muntingiacées.
On peut citer aussi le cas de Corchorus neocaledonicus (sv) un arbuste endémique de Nouvelle-Calédonie anciennement appelé Oceanopapaver dont la position exacte est encore discutée[réf. nécessaire].

## Liste des genres
- Ancistrocarpus (en)
- Apeiba
- Asterophorum
- Berrya (en)
- Brownlowia (en)
- Burretiodendron
- Christiana (en)
- Clappertonia
- Colona (en)
- Corchorus
- Craigia (en)
- Desplatsia (en)
- Dicraspidia (en)
- Diplodiscus (en)
- Duboscia
- Eleutherostylis (en)
- Entelea (en)
- Erinocarpus (en)
- Glyphaea (en)
- Goethalsia
- Grewia ou Vinticena
- Hainania (en)
- Heliocarpus (en)
- Hydrogaster (en)
- Jarandersonia (en)
- Luehea (en)
- Lueheopsis (en)
- Microcos (en)
- Mollia (es)
- Mortoniodendron (en)
- Muntingia
- Neotessmannia (en)
- Pentace (en)
- Pentaplaris (en)
- Pseudocorchorus (en)
- Schoutenia (en)
- Sicrea (es)
- Sparrmannia
- Tahitia
- Tetralix (en)
- Tilia
- Trichospermum (en)
- Triumfetta
- Vasivaea (en)